# Lijiaying Zhen
Lijiaying Zhen (kinesiska: 李家营镇, 李家营) är en köping i Kina. Den ligger i provinsen Shandong, i den östra delen av landet, omkring 250 kilometer öster om provinshuvudstaden Jinan.
Genomsnittlig årsnederbörd är 757 millimeter. Den regnigaste månaden är juli, med i genomsnitt 239 mm nederbörd, och den torraste är januari, med 11 mm nederbörd.